# Amabie
Amabie (アマビエ?) è una sirena leggendaria del folclore giapponese con una bocca a forma di becco d'uccello e tre zampe o pinne caudali, che presumibilmente emerge dal mare e profetizza un raccolto abbondante o un'epidemia.

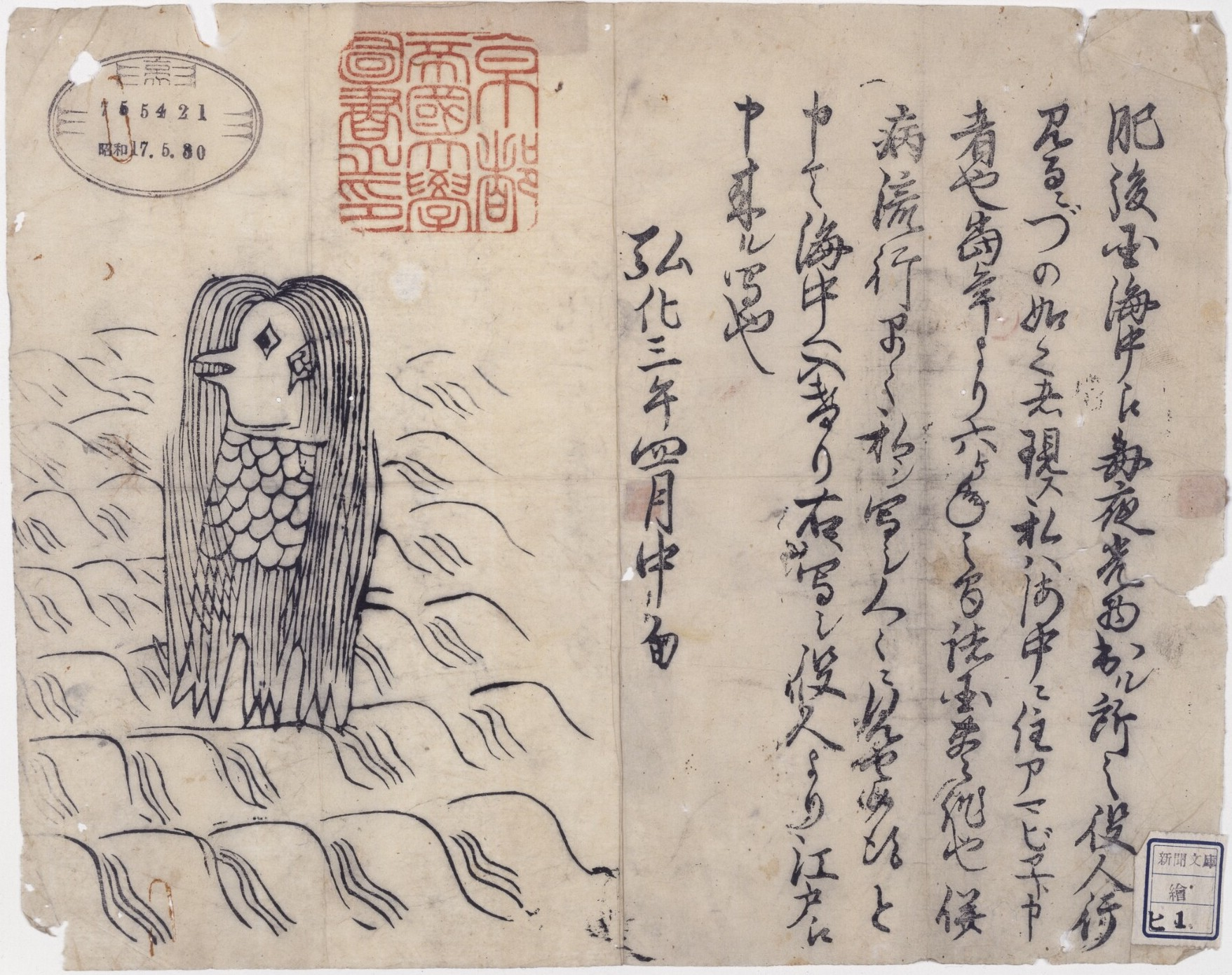
Un amabie, stampa xilografica, tardo periodo Edo

Sembra che sia una variante di amabiko (アマビコ, 海彦, 尼彦, 天日子, 天彦, あま彦, anche amahiko), altrimenti nota come amahiko-nyūdo (尼彦入道?), e arie (アリエ?), che sono rappresentati a somiglianza di scimmie, uccelli o cefalopodi, di solito con tre gambe.

## La leggenda
Secondo la leggenda, una amabie apparve nella provincia di Higo (Prefettura di Kumamoto), alla metà del quarto mese, nell'anno Kōka-3 (metà-maggio 1846) del Periodo Edo. Un oggetto luccicante fu avvistato nel mare quasi tutte le notti. L'ufficiale della città investigò e fu testimone della amabia. Secondo il disegno fatto dall'ufficiale, aveva lunghi capelli, la bocca come un becco di un uccello ed era coperta di scaglie dal collo alle tre gambe. Secondo il racconto dell'ufficiale si identificò come amabia e disse che viveva in mare aperto. L'amabia fece una profezia: "Raccolti buoni continueranno per sei anni dall'anno corrente; se una malattia si diffonde, fate un disegno di me e mostratelo a chi si ammala ed essi saranno curati". Dopodiché ritornò nel mare. La storia venne stampata su un kawaraban (notiziario in legno, tipico giapponese), dove il suo ritratto fu stampato. La leggenda si diffuse così in Giappone.

## Altre forme

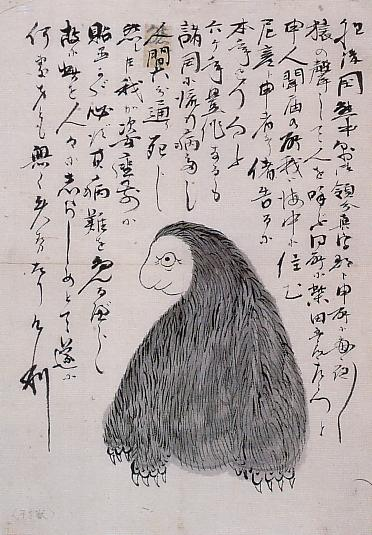
Amabiko avvistato nella provincia di Higo, disegno di proprietà di Kōichi Yumoto

Poiché esiste una sola traccia dell'amabie, si ipotizza che possa essere semplicemente una copia errata di "amabiko", uno yōkai che può essere considerata identica. Come l'amabie, l'amabiko è una creatura profetica con più zampe che raccomanda di mostrare la propria immagine come cura e difesa contro la malattia e la morte.
Esistono una dozzina o più di attestazioni di amabiko o amahiko (scritti in vari modi, come 尼彦, 海彦 o 天彦) tra cui quattro apparizioni descritte nella provincia di Higo e un resoconto di un "monaco amabiko" (尼彦入道?, Amabiko nyūdo) nella vicina provincia di Hyūga (prefettura di Miyazaki). Oltre alle attestazioni nel sud, ci sono anche due attestazioni nella provincia di Echigo nel nord. I due resoconti più antichi datati Tenpō 14 (1844, 1846) non specificano precisamente le località, ma diversi resoconti nominano villaggi o contee specifiche (gun) che risultano essere toponimi fittizi inesistenti.
Le didascalie di accompagnamento descrivono alcuni di essi come luminosi (di notte) o dotati di voci scimmiesche, ma la descrizione dell'aspetto fisico è piuttosto scarsa. I giornali e i commentatori forniscono tuttavia un'analisi iconografica delle immagini (dipinte a mano e a stampa).
La maggior parte delle immagini rappresentano l'amabiko / amabie come un animale a 3 zampe (o con un numero dispari di zampe), con un paio di casi piuttosto simili a un normale quadrupede.
Versione senza torso
Un manoscritto illustrato su un incontro avvenuto a Echigo nel 1844 mostra un amabiko simile a una scimmia con tre zampe, le gambe apparentemente sporgenti direttamente dalla testa (senza collo o torso in mezzo). Il corpo e il viso sono ricoperti profusamente di peli corti, tranne per il fatto che è calvo. Gli occhi e le orecchie sono simili a quelli umani, con una bocca imbronciata o sporgente. La creatura dichiara che il 70% della popolazione giapponese è destinata a morire quest'anno, ma che questo potrebbe essere evitato mostrando la sua immagine.
Amahiko-no-mikoto
L'Amahiko-no-mikoto (天日子尊?, 'Sua Altezza il Principe Celeste') fu avvistato in una risaia a Yuzawa, Niigata, come riportato dal Tokyo Nichinichi Shinbun del 1875. La rozza illustrazione di giornale raffigura una creatura a quattro zampe, senza peli, simile a una bambola daruma o a una scimmia. Questo esempio si distingue perché non è emerso nell'oceano ma in una risaia. Dichiarò di servire gli dei celesti (dello Shinto) e di aver ricevuto il titolo imperiale/divino di "mikoto".
Versione scimmiesca

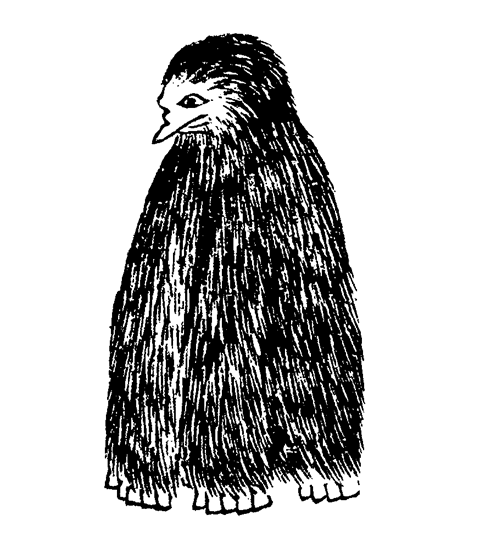
"Amabiko", illustrato nell'enciclopedia Kōbunko

Nella provincia di Higo esiste un disegno di un amabiko simile a una scimmia, che è stato scoperto da Shibata Hikozaemon. Di notte sentì i versi delle scimmie e li seguì. Secondo il ricercatore yōkai Kōichi Yumoto, questo disegno raffigura un quadrupede, ma esistevano anche raffigurazioni di amabiko simili a scimmie che venivano stampate in serie e contenevano un testo di accompagnamento simile, ma in cui erano visibili solo tre zampe, come riportato nel giornale Yūbin Hōchi Shinbun in un articolo datato 10 giugno 1876. Entrambi i testi riportano avvistamenti della creatura simile a una scimmia a Mana-kōri (眞字郡), un distretto inesistente nella provincia di Higo.
Un punto di interesse è che questo testo trascritto nel giornale si riferisce a "noi amahiko che abitiamo nel mare", suggerendo che ci siano più numeri di questa creatura.
Arie
L'arie (アリエ?) è una creatura simile ad un amabie, apparsa nella contea di Aotori-kōri, provincia di Higo, secondo il quotidiano Kōfu Nichinichi Shimbun, datato 17 giugno 1876, anche se questa notizia è stata smentita da un altro giornale.

## Yōkai simili

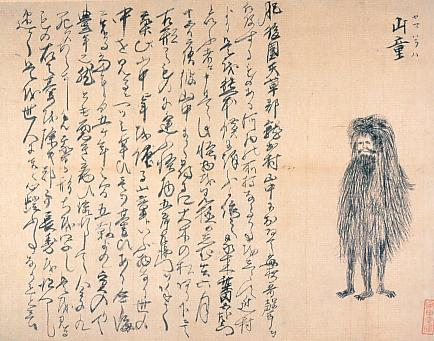
Yamawarawa (山童)

Nel folclore giapponese o nell'immaginario popolare, esistono anche altri yōkai simili che seguono lo schema di predire il destino e istruire gli umani a copiare o guardare la propria immagine, ma che, secondo un noto ricercatore, esulano dalla classificazione di amabie / amabiko. Questi sono indicati genericamente come "altri" (予言獣?, yogenjū).
Si ritiene che gli yamawarawa, nel folclore di Amakusa, infestino le montagne, la capacità profetica e la presenza di tre zampe, indicano una sorta di interrelazione.
Altri yōkai dall'aspetto molto diverso hanno la capacità di predire il futuro, come il kudan, il jinjahime o "principessa del santuario", il gioco hōnen (豊年亀?), "la tartaruga dell'anno del raccolto abbondante" e la "donna tartaruga".
In alcuni ambienti l'amabia è considerata una specie di sirena, ma poiché è nota anche per la sua capacità di respingere la peste, secondo alcuni dovrebbe essere considerata una divinità piuttosto che una semplice creatura mitologica.
Secondo Matthew Meyer, tutti questi yōkai apparvero durante l’era Meiji (1868–1912), quando il Giappone si aprì al resto del mondo dopo decenni di isolamento, che portarono nuove malattie, come il colera. Così, si dice che un altro yōkai a tre zampe, simile a una sirena, ma con le corna e che teneva in mano delle sfere di luce, sia apparso su una spiaggia nella provincia di Bingo (prefettura di Hiroshima dall'era Meiji) nel 1846 per annunciare un'epidemia.

## COVID 19

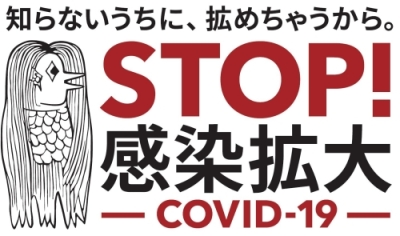
Manifesto “STOP! Kansen Kakudai – COVID-19” del Ministero della Salute, del Lavoro e del Welfare.

Durante la pandemia di COVID-19 in Giappone, amabie è diventato un argomento popolare su Twitter in Giappone. Dopo che la Biblioteca dell'Università di Kyoto pubblicò online un documento storico del 1846 contenente un disegno di un amabie, lo yōkai divenne virale. L'hashtag #Amabiechallenge è stato creato per raccogliere le rappresentazioni di amabie disegnate dagli utenti di internet. Artisti manga (ad esempio Chika Umino, Mari Okazaki e Toshinao Aoki) hanno pubblicato le loro versioni a fumetti di amabie sui social network. Si dice che l'account twitter di Orochi Do, un negozio d'arte specializzato in rotoli appesi di yōkai, sia stato il primo, a twittare "una nuova contromisura al coronavirus" alla fine di febbraio 2020. La sua immagine è stata utilizzata anche sul sito web del Ministero della Salute, del Lavoro e degli Affari Sociali, sui dolci, sui ventagli uchiwa o sui wagashi, a volte con umorismo.
Atsuko Nishida, creatore del personaggio Pikachu, ha progettato un ema raffigurante un cerbiatto bianco e un amabie per il santuario Kasuga di Nara.